# Herc's Adventures
Herc's Adventures is een videospel dat werd ontwikkeld en uitgegeven door LucasArts Entertainment Company. Het spel kwam in 1997 uit voor de PlayStation en de Sega Saturn. 

## Platforms
| Platform    | Jaar |
| ----------- | ---- |
| PlayStation | 1997 |
| SEGA Saturn | 1997 |

## Ontvangst
| Beoordeeld door | Platform    | Datum             | Score |
| --------------- | ----------- | ----------------- | ----- |
| GamePro (USA)   | PlayStation | 1 januari 2000    | 90%   |
| Mega Score      | PlayStation | februari 1998     | 80%   |
| Video Games     | PlayStation | januari 1998      | 79%   |
| GameSpot        | PlayStation | 22 september 1997 | 78%   |
| GameSpot        | SEGA Saturn | 22 september 1997 | 78%   |
| Game Revolution | SEGA Saturn | augustus 1997     | 75%   |
| GameCola.net    | PlayStation | juni 2008         | 68%   |
| IGN             | PlayStation | 18 juli 1997      | 60%   |
| All Game Guide  | PlayStation | 1998              | 60%   |
| All Game Guide  | SEGA Saturn | 1997              | 40%   |